# San Pelayo (Colômbia)
San Pelayo é um município da Colômbia, localizado no departamento de Córdoba.